# L'ètica protestant i l'esperit del capitalisme
L'ètica protestant i l'esperit del capitalisme (en alemany, Die protestantische Ethik und der 'Geist' des Kapitalismus) és un llibre escrit pel sociòleg alemany Max Weber els anys 1904 i 1905. Ha exercit una influència notable en la sociologia del segle xx. De fet, l'any 1998, l'Associació internacional de sociologia va designar L'ètica protestant i l'esperit del capitalisme com un dels deu llibres de sociologia més importants del segle XX.
Segons Weber, l'origen del capitalisme no es deuria a factors únicament econòmics —com per exemple explicava el marxisme—, sinó a factors culturals. Al seu entendre, el capitalisme va nàixer quan el protestantisme, especialment el calvinisme, i la seua ètica van influir en un gran nombre de persones que es van comprometre amb el seu treball mitjançant la "vocació" professional en un món secular i com més va més racionalitzat.
En català va ser traduït per Joan Estruch i Gibert per Edicions 62/Diputació de Barcelona, a Clàssics del Pensament Modern, núm. 11, 1984, 281 pàgines.

## La reforma protestant i el calvinisme
A «L’ètica protestant i l'esperit del capitalisme», Max Weber s'interroga per l’origen de la mentalitat capitalista moderna. Weber conclou que aquesta mentalitat no procedeix del desenvolupament econòmic capitalista, sinó del mode de vida generat pel protestantisme d’arrel calvinista. El calvinisme afavorí, doncs, indirectament, conductes de tipus capitalista.
La Reforma protestant, contràriament a la concepció catòlica, va accentuar la dimensió ètica i religiosa del treball. Per Weber, el capitalisme estigué a punt d’instaurar-se a l’Antiguitat mediterrània o a Orient, però sempre va xocar amb la mentalitat «tradicionalista» segons la qual un home treballa amb el propòsit de viure o viure bé. El catolicisme considerava el món tacat pel pecat original; els recessos monàstics són un exemple de que la veritable vida és la vida contemplativa, allunyada del món. En canvi, la Reforma va accentuar el valor ètic del treball com a professió tot i que en Luter encara segueix viu l'esperit del tradicionalisme, ja que l’assumpció de la professió era una cosa que l’home havia de fer com una missió imposada per Déu.
El veritable punt d’inflexió que va permetre la instauració del capitalisme va ser el naixement del calvinisme perquè va racionalitzar el món social a objecte de càlcul, explotació i dominació. És un nou esperit que es desenvolupa a partir dels segles xvi i xvii. El calvinisme creu en la predestinació de la salvació. La salvació és pura gràcia divina; hom no es guanya la salvació amb les obres o amb els sagraments, com ara la confessió. La gràcia divina és un do de Déu i no és sinó manifestació de la seva glòria. El dogma de la predestinació implica un profund sentiment de soledat interior, d’una incertesa respecte a la salvació personal que esdevé difícilment suportable. És inútil intentar desxifrar els designis de Déu: l’home no pot fer res per salvar-se, és Déu el qui atorga la gràcia als elegits. Mentre el catòlic pot obtenir el perdó dels seus pecats en la confessió i el luterà podia reparar amb bones obres els actes de debilitat, el calvinista no podia fer res per obtenir la gràcia de Déu, ja que provenia de Déu mateix i res podia fer l’home. No obstant això hi havia un signe que delatava els elegits per Déu: la seua puresa moral que s'estén a tots els actes de la seua vida, fins al més nimi. Aquest puritanisme moral portat a l’àmbit professional va fer que el compliment del deure del treball per si mateix, defugint el descans en la riquesa i l’ostentació foren signes de la gràcia divina. L’afanyós purità calvinista portava una vida èticament planificada i metoditzada en tots els àmbits de la seua existència per buscar en aquest compliment de la norma la seguretat d’haver obtingut la gràcia. Aquest afany purità a la feina, tan allunyat de la natural mentalitat tradicionalista, va ser la que va permetre el sorgiment del capitalisme als Països Baixos i Centre Europa on predominava la població puritana.

## I l'esperit capitalista
Pel pensament calvinista (i moviments protestants afins) el treball entès com a vocació no era un mal necessari, una càrrega o un càstig; ben al contrari, constituïa la contribució positiva i necessària de l’home a la manifestació de la glòria de Déu. Per aquesta manifestació calia que el treball fos excel·lentment ben fet, continuat, útil i productiu; un treball impregnat de racionalitat i incorporant la ciència experimental. A més, el creient calvinista havia de portar una vida austera, evitant tot tipus de luxe, de comoditats i de plaers. La riquesa només és reprovable quan incita a la comoditat i a la sensualitat. Però com a deure professional constitueix un precepte obligatori; i les riqueses acumulades no s'havien de conservar inactives, sinó invertir-les en noves activitats productives.
Al final les riqueses acumulades van pervertir l'esperit purità i el van afeblir però, com diu Weber, «el capitalisme victoriós no necessita ja d’aquest suport religiós, ja que descansa en fonaments mecànics». En altres paraules, una vegada que es va assentar el capitalisme va prendre vida pròpia creant necessitats i construint els mitjans per a la seua perpetuació sense necessitat que la ideologia puritana el seguira sustentant.